# تمدن اتروسک
اِتروسک تمدنی است که از حدود سال ۷۰۰ پیش از میلاد تا میانه‌های سده اول پیش از میلاد در شبه‌جزیره ایتالیا دوام داشت و هم‌زمان با شکوفایی امپراطوری روم ناپدید گردید.
اخیراً از طریق مهندسی ژنتیک اثبات شده که اتروسکی‌ها ریشه و تبار هیتی و لیدیایی دارند البته خود منابع اتروسکی نیز بر این اشاره دارند که آن‌ها از آناتولی به ایتالیا مهاجرت کرده‌اند. همچنین برخی‌ها آن‌ها را به باسکهای اسپانیا ربط می‌دهند.

## تاریخ
خاستگاه اتروسک‌ها به پیشاتاریخ برمی گردد. هیچ متن ادبیات، مذهبی یا فلسفی از این قوم به مورخان نرسیده و تقریباً همه دانسته‌های ما از کاوشهای باستانشناختی سرچشمه می‌گیرد.
دربارهٔ اتروسک‌ها دو نظریهٔ غالب وجود دارد؛ برخی بر این باورند که اتروسک‌ها بومی منطقه هستند و از فرهنگ ویلانوا سربرآورده‌اند درحالی‌که برخی دیگر آن‌ها را مهاجرانی از آناتولی می‌دانند.
به هر روی از سده ششم پیش از میلاد قلمرو اتروسک‌ها از منطقهٔ اتروریا در شمال غربی ایتالیای امروزی رو به گسترش گذاشت، به‌طوری‌که از شمال به آن سوی کوه‌های آپنین و از جنوب به کامپانیا رسید.
پیشتر گروهی از مهاجران یونانی بخش‌هایی از جنوب ایتالیا را به اشغال خود درآورده کشوری برپا کرده بودند که به یونان بزرگ (Magna Graecia) نامور بود. همسایگی با مستعمرات یونانی‌نشین باعث تأثیر پذیرفتن اتروسک‌ها از فرهنگ یونانی و بعدتر رقابت‌های سیاسی و اقتصادی میان دو کشور شد. بهره‌برداری از معادن و تجارت آهن و مس برای اتروسک‌ها ثروت سرشاری حاصل کرد و حوزهٔ نفوذ آن‌ها را در شبه جزیره ایتالیا وسعت بخشید. از سوی دیگر یونانی‌ها موفق به ایجاد شهرک‌های بازرگانی در سواحل فرانسه و اسپانیا و جزیره کرس شده بودند. اتروسک‌ها که با کارتاژ همپیمان بودند، احساس می‌کردند منافع اقتصادیشان در خطر افتاده و در آلالیا به جنگ یونانیان رفتند (۵۴۰ پیش از میلاد)؛ نتیجه این نبرد دریایی عقب رانده شدن یونانی‌ها و چیرگی اتروسکان بر شمال دریای تیرنی و جزیرهٔ کرس بود.
با دگرگونی‌های قدرت‌های منطقه در نیمه اول سده پنجم پیش از میلاد جایگاه اتروسکان رو به افول رفت. ابتدا کارتاژ متحد آن‌ها از یونانی‌ها شکست خورد و چند سال بعد هییرو حاکم سیراکوز اتروسک‌ها را نیز شکست سختی داد و باعث شد رومیان تازه از راه رسیده شهرهای لاتیوم و کامپانیا را از چنگ آن‌ها درآورند. با یورش گلها مناطق شمالی دریای آدریاتیک هم جدا شد. رومیان هم یک به یک شهرهای اتروسکان را زیر پرچم خود می‌کشیدند تا اینکه در سده سوم پیش از میلاد اتروریا به تصرف روم درآمد.
تمدن اتروسکان زیر بنای یادگیری الفبای رومی‌ها بود. اتروسکان‌ها در ایتالیای فعلی مستقر هستند.